# كأس السلطان 2013–14
كأس السلطان قابوس 2013–14 هو موسم من كأس السلطان قابوس. كان عدد الأندية المشاركة فيه 38، وفاز فيه نادي فنجاء.